# Fédération Centrafricaine de Basketball
La Fédération Centrafricaine de Basketball è l'ente che controlla e organizza la pallacanestro nella Repubblica Centrafricana.
La federazione controlla inoltre la nazionale di pallacanestro della Repubblica Centrafricana. Ha sede a Bangui e l'attuale presidente è Omer Kowakoa.
È affiliata alla FIBA dal 1963 e organizza il campionato di pallacanestro centrafricano.